# 陈梦熊 (地质学家)
陈梦熊（1917年10月12日—2012年12月29日），中国水文地质学家。

## 生平
1917年出生于江苏南京。籍贯浙江上虞。1942年國立西南联合大学地质地理气象系毕业。1991年当选为中国科学院学部委员(院士)。 国土资源部科技咨询研究中心咨询委员、中国地质调查局高级咨询专家。曾任地矿部水文地质工程地质局副总工程师，主管水文地质科技业务，领导完成全国区域水文地质普查工作。

## 家庭
他是考古学家陈梦家的弟弟。